# Pesquera (Cantabria)
Pesquera es un municipio situado en la comunidad autónoma de Cantabria (España). Está ubicada dentro de la comarca de Campoo-Los Valles. Sus límites son: al norte con Bárcena de Pie de Concha y Molledo, al Sur y Oeste con Santiurde de Reinosa y al este con San Miguel de Aguayo.
Este pequeño municipio, al igual que los de su entorno, se encuentra en fase de regresión poblacional, esto es, el envejecimiento y emigración de la población, además del abandono de las actividades económicas tradicionales. Muestra explícita de esta situación es la despoblación del pueblo de Somaconcha. Entre otros objetivos, para paliar este problema se ha construido la autovía de la Meseta, un intento de recuperación económica y turística del eje Besaya-Campoo, además de la conexión de estas zonas con La Meseta.
En cuanto a patrimonio histórico hay que destacar la calzada romana que está en un muy buen estado de conservación y que en tiempos de la Antigua Roma unía Segisamo (Sasamón, Burgos) con Portus Blendium (Suances, Cantabria). Por otra parte, destacan varias iglesias románicas.
En verano se celebra en Pesquera la Feria del Queso, la más importante de la región cántabra y que desde 1995 viene congregando cada vez a más productores artesanos y curiosos.

## Demografía
Pesquera cuenta con una población de 70 habitantes (INE 2024).
| Gráfica de evolución demográfica de Pesquera entre 1842 y 2021                                                      |
| |
| Población de derecho según los censos de población del INE Población de hecho según los censos de población del INE |

Se muestran los rasgos típicos del interior de Cantabria, una población envejecida y que no ha parado de disminuir a lo largo de las últimas décadas. A principios del siglo XX se superaban en el municipio los 350 habitantes, mientras que hoy en día se rondan los 50, convirtiendo a este municipio en uno de los menos poblados de Cantabria.

## Economía
El sector primario, especialmente la ganadería, así como el alojamiento rural, son prácticamente las únicas actividades económicas que se desarrollan en este pequeño municipio. La mayor parte de sus habitantes son personas jubiladas y las que están en activo normalmente trabajan fuera del municipio, especialmente en la cercana ciudad de Reinosa.

## Patrimonio

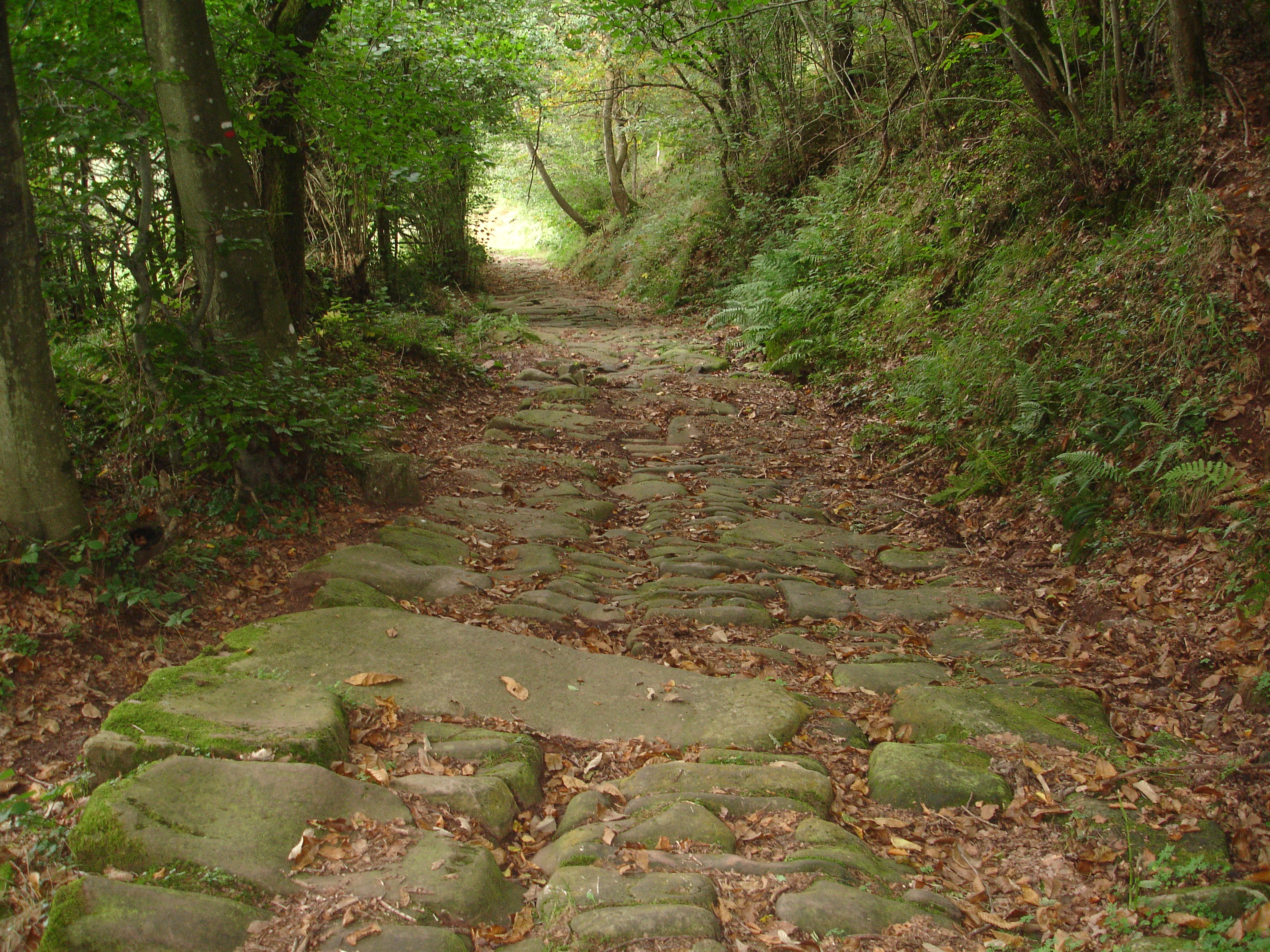
Calzada romana

Tres son los bienes de interés cultural del municipio:
- Rollo o Picota en Pesquera, con categoría de monumento.
- Es uno de los municipios por los que discurre la Calzada romana del valle del Besaya, zona arqueológica; los otros son Molledo y Bárcena de Pie de Concha.
- El Camino Real de Las Hoces discurre entre Ventorrillo en Pesquera y Bárcena de Pie de Concha.

Dentro del patrimonio religioso destaca la iglesia parroquial de Pesquera, templo románico originario del siglo XI y posteriormente reconstruida sucesivamente, y la ermita de Nuestra Señora de Somaconcha, construida en 1554.
Además, es digno de mención, como obra de ingeniería civil, el Viaducto de Montabliz, así como la conocida parada de los peregrinos que por allí se acercan.

## Administración y política

### Gobierno municipal
Rubén Ruiz Fernández (AXP) es el alcalde actual, la cual ganó tras celebrarse un sorteo, puesto que el PRC y el AXP empataron a votos y  en el cual se le dio la alcaldía.
Domingo Fernández González (PP) fue el anterior alcalde del municipio.
| Partido político                         | 2023  | 2023     | 2023       | 2019  | 2019  | 2019       | 2015  | 2015  | 2015       | 2011  | 2011  | 2011       | 2007  | 2007  | 2007       |
| Partido político                         | Votos | %        | Concejales | Votos | %     | Concejales | Votos | %     | Concejales | Votos | %     | Concejales | Votos | %     | Concejales |
| Partido Socialista Obrero Español (PSOE) | 31    | No disp. | 2          | —     | —     | —          | 0     | 0     | 0          | 12    | 17,39 | 0          | —     | —     | —          |
| Partido Regionalista de Cantabria (PRC)  | 21    | No disp. | 1          | 24    | 36,36 | 1          | 22    | 35,48 | 2          | 24    | 34,78 | 2          | 25    | 40,32 | 0          |
| Alternativa por Pesquera (AXP)           | —     | —        | —          | 38    | 57,57 | 2          | 32    | 51,61 | 2          | 23    | 33,33 | 1          | —     | —     | —          |
| Partido Popular (PP)                     | —     | —        | —          | 2     | 3,03  | 0          | 7     | 11,29 | 0          | 6     | 8,70  | 0          | 35    | 56,45 | 1          |

### Organización territorial
Sus 70 habitantes (INE 2024) viven en:
- Pesquera (capital), 34 hab.
- Ventorrillo, 36 hab.
- Somaconcha, deshabitada